# Marvel Television
Marvel Television – oddział Marvel Studios należącego do The Walt Disney Company, który zajmowało się produkcją seriali aktorskich i programów telewizyjnych. Do oddziału należało również Marvel Animation, które zajmuje się produkcją seriali animowanych i filmów direct-to-video. Marvel Television ściśle współpracowało z ABC Studios.

## Historia
28 czerwca 2010, Marvel Entertainment ogłosiło start oddziału Marvel Television, którego szefem został Jeph Loeb. W październiku 2010 zapowiedziano pierwszy serial produkowany przez studio z emisją na ABC, który miał się koncentrować na postaci Hulka. Za jego rozwój odpowiedzialny był Guillermo del Toro. W grudniu 2010 roku ogłoszono, że Melissa Rosenberg tworzy serial AKA Jessica Jones oparty na serii komiksów Alias, który miał zadebiutować w 2011 roku w sezonie 2011–12 na antenie ABC.
Podczas San Diego Comic-Con International w 2011 roku, Leob ujawnił, że Marvel Television pracuje również nad serialami Cloak and Dagger i Mockingbird dla ABC Family. W październiku 2011 roku, ABC Studios sprzedało scenariusz serialu Punisher dla stacji Fox. W maju 2012 roku ogłoszono, że serial o Hulku nie będzie gotowy na sezon 2012–13 i że zadebiutuje prawdopodobnie w kolejnym sezonie. Poinformowano również rezygnację z serialu AKA Jessica Jones.
W lipcu 2012 roku poinformowano, że rozpoczęto rozmowy z ABC odnośnie do serialu osadzonego w Filmowego Uniwersum Marvela, a we wrześniu tego samego roku stacja zamówiła pilot serialu Agenci T.A.R.C.Z.Y. w reżyserii Jossa Whedona, który stworzył scenariusz razem z Jedem Whedonem i Maurissą Tancharoen. Serial został zamówiony 10 maja 2013 roku z premierą w sezonie 2013–2014. Od sierpnia 2013 roku rozpoczęto przygotowania do drugiego serialu osadzonego w Filmowym Uniwersum Marvela Agentka Carter koncentrującego się na postaci Peggy Carter i opartego na filmie krótkometrażowym Marvel One-Shot o tym samym tytule.
W październiku 2013 roku Marvel Television przedstawiło propozycję czterech seriali i miniserialu składających się w sumie z 60 odcinków dla operatorów sieci VOD i sieci kablowych, którymi zainteresowanie wyrazili Netflix, Amazon i WGN America. W listopadzie tego samego roku ogłoszono, że od 2015 roku seriale osadzone w FUM: Daredevil, Jessica Jones, Luke Cage, Iron Fist i Defenders zadebiutują w serwisie Netflix. Disney wyda na ich produkcję 200 milionów dolarów.
W listopadzie 2013 roku, Leob poiformował, że projekt o Hulku został odłożony. 8 maja 2014 roku ABC zamówiło drugi sezon serialu Agenci T.A.R.C.Z.Y. oraz pierwszy sezon serialu Agentka Carter z premierą w sezonie 2014–15.

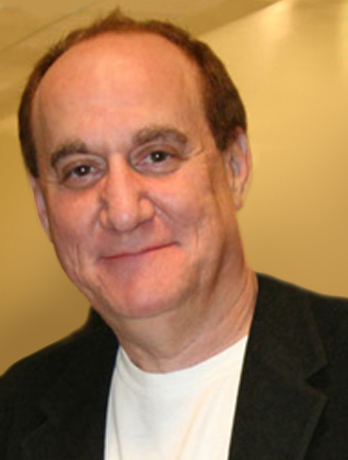
Jeph Loeb, były szef Marvel Televison oraz producent seriali

W kwietniu 2015 roku ujawniono, że w przygotowaniu jest serial produkcji ABC Studios i Marvel Television z planowaną emisją na kanale ABC. Ma być to spin-off serialu Agenci T.A.R.C.Z.Y. z Nickiem Bloodem i Adrianne Palicki w rolach głównych. Poinformowano, również o drugiej produkcji realizowanej przy współpracy ze scenarzystą Johnem Ridleyem. W tym samym miesiącu został zamówiony drugi sezon serialu Daredevil. 7 maja 2015 roku ABC zamówiło trzeci sezon serialu Agenci T.A.R.C.Z.Y. oraz drugi sezon serialu Agentka Carter z premierą w sezonie 2015–16. W maju 2015 roku, podczas prezentacji ramówki stacji, nie zostały przedstawione tytuł tych seriali, mimo to, szef ABC, Paul Lee, potwierdził doniesienia o tych planach. Jednak ogłosił on, iż planowany spin-off na razie nie powstanie, a projekt przy współpracy z Johnem Ridleyem jest nadal w trakcie rozwoju.
W sierpniu 2015 roku poinformowano, że stacja zamówiła pilot serialu, który jest spin-offem Agentów T.A.R.C.Z.Y. oraz podano jego tytuł, Marvel’s Most Wanted. Twórcami serialu mają być Jeffrey Bell i Paul Zbyszewski.
Pod koniec sierpnia 2015 roku Marvel Studios zostało zintegrowane z The Walt Disney Studios, pozostawiając Marvel Television i Marvel Animation, które podlegały pod Marvel Studios, zależne bezpośrednio od Marvel Entertainment i od jego prezesa Isaaca Perlmuttera.
W październiku 2015 roku ujawniono, że w przygotowaniu jest półgodzinny serial komediowy Marvel’s Damage Control z planowaną emisją na kanale ABC. Twórcą serialu ma być Ben Karlin. W tym samym miesiącu poinformowano o produkcji seriali osadzonych w serii filmów X-Men: zamówiony pilot serialu Legion z emisją na kanale FX oraz przygotowania do serialu Hellfire Club z emisją na kanale Fox.
W styczniu 2016 roku, Lee poinformował, że produkcja pilota Marvel’s Most Wanted rozpocznie się w pierwszej połowie roku oraz że pilot Marvel’s Damage Control zostanie wyemitowany w 2016 roku. W tym samym miesiącu poinformowano, że Netflix jest na wczesnym etapie prac związanych z serialem Punisher oraz zamówiono drugi sezon serialu Jessica Jones.
3 marca 2016 roku ABC zamówiło czwarty sezon serialu Agenci T.A.R.C.Z.Y. W kwietniu 2016 roku stacja Freeform zamówiła serial Cloak & Dagger osadzony w MCU z premierą w 2017 roku. Później przeniesiono premierę serialu na 2018 rok. W tym samym miesiącu Netflix oficjalnie zamówił serial Punisher.
12 maja 2016 poinformowano, że ABC anulowała dalszą produkcję serialu Agentka Carter oraz że zrezygnowała z projektu serialu Marvel’s Most Wanted.
W lipcu 2016 roku Marvel i Fox ogłosiło o produkcję pilota niezatytułowanego serialu osadzonego w świecie X-Men, którego twórcą został Matt Nix. Serial ma być współprodukowany z 20th Century Fox. W tym samym miesiącu poinformowano o rezygnacji z serialu Hellfire Club. W sierpniu tego samego zamówiony został pilot serialu Runaways przez platformę Hulu. Za serial odpowiadają Josh Schwartz i Stephanie Savage. W tym samym miesiącu poinformowano, że ABC Studios pracuje nad serialem o grupie New Warriors. W listopadzie 2016 roku ABC zamówiła serial Inhumans współprodukowany z IMAX Corporation, którego dwa pierwsze odcinki zadebiutują w kinach IMAX we wrześniu 2017 roku. W grudniu 2016 roku został zamówiony drugi sezon serialu Luke Cage.
W marcu 2017 roku został zamówiony drugi sezon serialu Legion. W kwietniu tego samego roku stacja Freeform zamówiła pierwszy sezon serialu komediowego New Warriors z premierą w 2018 roku. W maju 2017 roku Hulu zamówiło pełny sezon serialu Runaways z premierą w 2017 roku. W tym samym misiącu poinformowano, że serial Matta Nixa będzie nosił tytuł The Gifted: Naznaczeni oraz że stacja FOX zamówiła pełny sezon z premierą w sezonie 2017-2018. Również w maju stacja ABC zamówiła piąty sezon serialu Agenci T.A.R.C.Z.Y.. 12 grudnia 2017 roku poinformowano, że Netflix zamówił drugi sezon serialu Punisher.
4 stycznia 2018 roku, stacja FOX poinformowała o zamówieniu drugiego sezonu serialu The Gifted: Naznaczeni, a 8 stycznia tego samego roku serwis Hulu o zamówieniu drugiego sezonu serialu Runaways. 12 kwietnia 2018 roku został ogłoszony trzeci sezon serialu Jessica Jones. Natomiast 11 maja 2018 stacja ABC oficjalnie poinformowała o zakończeniu serialu Inhumans po jednym sezonie, a 14 maja tego samego roku serial Agenci T.A.R.C.Z.Y. otrzymał szósty sezon. 1 czerwca 2018 roku stacja FX poinformowała, że serial Legion otrzymał zamówienie na trzeci sezon. 12 października 2018 roku Netflix poinformował o zakończeniu serialu Iron Fist po drugim sezonie. Ujawniono również, że Disney rozważa przeniesienie produkcji do swojego serwisu streamingowego. 19 października 2018 roku poinformowano, że serwis podjął decyzję o zakończeniu również serialu Luke Cage. 16 listopada tego samego roku poinformowano, że serial Agenci T.A.R.C.Z.Y. otrzymał zamówienie na siódmy sezon. Natomiast pod koniec kolejnego miesiąca, 29 listopada, Netflix skasował kolejny tytuł – Daredevil.
4 lutego 2019 roku podczas Television Critics Association poinformowano, że trzeci sezon serialu Legion będzie ostatnim. 18 lutego Netflix poinformował o skasowaniu dwóch ostatnich produkcji przygotowywanych wspólnie z Marvel Television – Jessica Jones i Punisher. 17 kwietnia poinformowano, że stacja FOX zdecydowała się zakończyć serial The Gifted: Naznaczeni po dwóch sezonach. 1 maja Hulu zamówiło dwa seriale Ghost Rider i Helstrom z premierą w 2020 roku. 18 lipca 2019 roku poinformowano, że serial Agenci T.A.R.C.Z.Y. zostanie zakończony po siódmym sezonie. We wrześniu 2019 roku poinformowano, że New Warriors i Ghost Rider zostały anulowane.
W połowie października w wyniku restrukturyzacji Marvel Entertainment, Marvel Television i Marvel Animation zostały z niego wyłączone i włączone z powrotem pod Marvel Studios. Kilka dni później ujawniono, że Jeph Leob planuje odejść z firmy pod koniec 2019 roku. Również w tym samym miesiącu poinformowano o zakończeniu serialu Cloak & Dagger po dwóch sezonach. 18 listopada 2019 roku ujawniono, że serial Runaways zostanie zakończony po trzecim sezonie. 14 grudnia 2020 roku poinformowano o zakończeniu serialu Helstrom.

## Produkcje

### Seriale aktorskie
| Tytuł                  | Lata emisji | Kanał / sieć                    | Partnerzy produkcyjni                        | Uwagi                                  | Przypis       |
| Zakończone             | Zakończone  | Zakończone                      | Zakończone                                   | Zakończone                             | Zakończone    |
| ---------------------- | ----------- | ------------------------------- | -------------------------------------------- | -------------------------------------- | ------------- |
| Agenci T.A.R.C.Z.Y.    | 2013–2020   | ABC (USA) Fox, Showmax (Polska) | ABC Studios Mutant Enemy                     | powiązane z Filmowym Uniwersum Marvela | [ 33 ]        |
| Agentka Carter         | 2015–2016   | ABC (USA) Fox (Polska)          | ABC Studios F&B Fazekas & Butters            | powiązane z Filmowym Uniwersum Marvela | [ 38 ]        |
| Daredevil              | 2015–2018   | Netflix (USA, Polska)           | ABC Studios DeKnight Prods. Goddard Textiles | powiązane z Filmowym Uniwersum Marvela | [ 17 ]        |
| Jessica Jones          | 2015–2019   | Netflix (USA, Polska)           | ABC Studios Tall Girls Productions           | powiązane z Filmowym Uniwersum Marvela | [ 17 ]        |
| Luke Cage              | 2016–2018   | Netflix (USA, Polska)           | ABC Studios                                  | powiązane z Filmowym Uniwersum Marvela | [ 17 ]        |
| Iron Fist              | 2017–2018   | Netflix (USA, Polska)           | ABC Studios                                  | powiązane z Filmowym Uniwersum Marvela | [ 17 ]        |
| Defenders              | 2017        | Netflix (USA, Polska)           | ABC Studios                                  | powiązane z Filmowym Uniwersum Marvela | [ 17 ]        |
| Inhumans               | 2017        | ABC (USA) Showmax (Polska)      | ABC Studios IMAX Corporation                 | powiązane z Filmowym Uniwersum Marvela | [ 43 ]        |
| Punisher               | 2017–2019   | Netflix (USA, Polska)           | ABC Studios                                  | powiązane z Filmowym Uniwersum Marvela | [ 37 ] [ 73 ] |
| Legion                 | 2017–2019   | FX (USA) Fox (Polska)           | FX Productions                               |                                        | [ 29 ]        |
| The Gifted: Naznaczeni | 2017–2019   | FOX (USA) Fox (Polska)          | 20th Century Fox Television                  |                                        | [ 40 ] [ 48 ] |
| Runaways               | 2017–2019   | Hulu (USA) Showmax (Polska)     | ABC Signature Studios                        | powiązane z Filmowym Uniwersum Marvela | [ 47 ]        |
| Cloak & Dagger         | 2018–2019   | Freeform (USA) Showmax (Polska) | ABC Signature Studios                        | powiązane z Filmowym Uniwersum Marvela | [ 34 ]        |
| Helstrom               | 2020        | Hulu (USA)                      | ABC Signature Studios                        | powiązane z Filmowym Uniwersum Marvela | [ 64 ]        |

### Piloty seriali
| Tytuł                 | Partnerzy produkcyjni | Uwagi | Przypis       |
| --------------------- | --------------------- | --- | ------------- |
| Marvel’s Most Wanted  | ABC Studios           | Wyprodukowany i nieemitowany pilot serialu, powiązany z Filmowym Uniwersum Marvela, spin-off serialu Agenci T.A.R.C.Z.Y., nie wybrany na serial przez ABC.                                                                                    | [ 25 ] [ 39 ] |
| Marvel’s New Warriors | ABC Signature Studios | Wyprodukowany i nieemitowany pilot serialu, powiązany z Filmowym Uniwersum Marvela, początkowo zamówiony przez Freeform, ostatecznie stacja zrezygnowała z emisji, a studio zrezygnowało z projektu po nieudanych poszukiwaniach nowej stacji | [ 46 ] [ 66 ] |

### Programy telewizyjne
| Tytuł                                     | Rok emisji | Kanał     | Uwagi                | Przypis |
| ----------------------------------------- | ---------- | --------- | -------------------- | ------- |
| Marvel Studios: Assembling a Universe     | 2014       | ABC (USA) | program dokumentalny | [ 74 ]  |
| Marvel 75 Years: From Pulp to Pop!        | 2014       | ABC (USA) | program dokumentalny | [ 75 ]  |
| Marvel’s Captain America: 75 Heroic Years | 2016       | ABC (USA) | program dokumentalny | [ 76 ]  |